# Distrito Escolar Independiente de Marfa

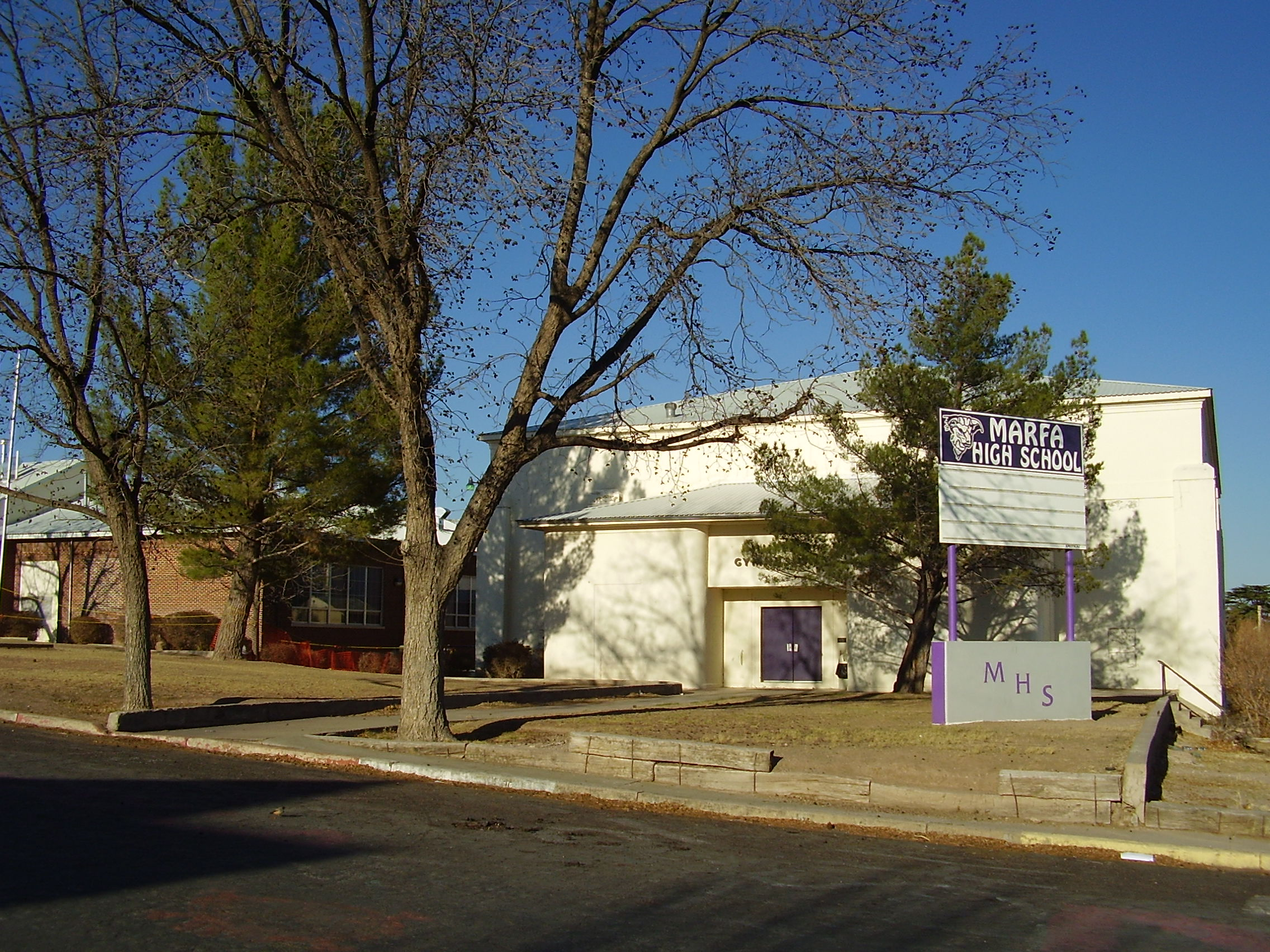
Marfa High School

El Distrito Escolar Independiente de Marfa (Marfa Independent School District, MISD) es un distrito escolar de Texas. Tiene su sede en Marfa. Gestiona dos escuelas: una escuela primaria (Escuela Primaria de Marfa) y una escuela secundaria-preparatoria, Marfa High School.
A partir de 2015 Andrew Peters es el actual superintendente del distrito.